# 釜本邦茂
釜本 邦茂（かまもと くにしげ、1944年〈昭和19年〉4月15日 - 2025年〈令和7年〉8月10日）は、日本（京都府京都市右京区太秦出身）の元サッカー選手、元サッカー指導者、元政治家、実業家。自由民主党所属の元参議院議員（1期）。日本サッカー協会 (JFA) 顧問。現役時代のポジションはフォワード。元日本代表。
日本サッカーリーグでは、251試合出場し、通算202得点（歴代1位)、通算79アシスト（歴代1位）を記録。得点王7回、アシスト王3回、年間優秀11人賞14回、日本年間最優秀選手賞7回受賞（歴代1位）と傑出した活躍を見せた。また、サッカー日本代表として国際Aマッチ76試合75得点（総通算231試合153得点）を記録し、1968年メキシコオリンピックでは、アジア人初の得点王となった。2005年第1回日本サッカー殿堂入り。
日本サッカー協会やRec.Sport.Soccer Statistics Foundation (RSSSF) の認めるサッカー日本代表の男子の単独最多得点記録保持者（75得点）であり、国際サッカー連盟 (FIFA) でも2014年時点では最多得点記録保持者（80得点）としている。詳細については、試合数の項を参照。趣味は、ゴルフ、時代劇のテレビ鑑賞。座右の銘は「己に剋つ」である。

## 人物
日本史上最高のストライカーと称されている。ラモス瑠偉は「体中に筋肉が付いていて、背が高い。ボールがとにかく収まる。そしてシュートは、振りの速さと正確さがすさまじかった。釜本さんを超える日本人センターフォワードが出てこない。」と評した。
右足から繰り出される強力なシュートが最大の武器。特に右45度からのシュートは正確無比 で、そのレベルは恩師のデットマール・クラマー曰く世界最高クラスであった。また、左足からのシュートも右足ほどではないが正確であり、跳躍力を活かしたヘディングシュートも美しく、後に釜本は、自らのシュートについて「5割は右足。左足が3割で、頭が2割」と語っている。即ち、あらゆる形からゴールを奪う事が出来る万能型フォワードであった。右足のシュートは、自身の若い頃に、プレースタイルに惚れ込んでいた往年のポルトガルの名ストライカー・エウゼビオのフィルム映像を幾度も見て分析したことによるものである。映像分析から、エウゼビオはボール保持からシュートに至るまでの一連の動作が自身の動きより1つ少ない事に気づき、そこからシュートフォームを体得する。他、エウゼビオが得点後に大股で跳躍して、握った拳を腰から胸に突き上げる動作をしているが、現役当時の釜本もゴール後にエウゼビオと同じゴールパフォーマンスを行っているのが確認出来る。
対戦相手は釜本の突破と右足からの強烈なシュートを警戒し、それを阻止する事に神経を集中させる。そこで左足のシュートが威力を発揮した。1974年の日本リーグ通算100得点目は左足のトゥキック、1981年11月1日の通算200得点目も左足シュートであった。
また当初は得点能力には秀でたものの、ディフェンスを背負った状態でボールをキープし、そこから反転してシュートへ持ち込む一連の動作に不安が残っていた。この弱点は日本代表コーチのクラマーや、西ドイツ留学当時の恩師、ユップ・デアヴァルといった優れた指導者の下で改善し、「（ペナルティエリア内でディフェンス3人がかりの）マークを受けていても自分にパスを出すべきだ」、「敵が来たら、体でブロックしてシュートを打てばいい」と語るほどディフェンスをかわす動きに自信を付けていった（後述）。
1968年メキシコオリンピックでは7得点を挙げ、得点王に輝き、日本代表の銅メダル獲得にも大きく貢献した。
日本代表では杉山隆一との名コンビで知られた。1964年東京オリンピック当時は「20万ドルの足を持つ男」の異名で呼ばれた杉山の方が有名な存在であったが、後に釜本がストライカーとしての才能を開花させると、杉山はアシスト役に徹する様になった。そしてメキシコ五輪では釜本の記録した7得点のうち4得点は杉山のアシストからの得点であった。
引退するきっかけは自宅において椅子から立ち上がる際テーブルに体を痛打、この時「もう（日常の簡単な動作さえ出来ないのなら）選手は仕舞いやな」と決める。
1984年に引退後、関西テレビのワイドショー番組シュートinサタデーのキャスターを経て、1991年にヤンマークラブの選手・監督で創設された松下電器（後のガンバ大阪）の監督に就任。1995年から2001年まで参議院議員を1期務め、労働政務次官を務めた。現在は日本サッカー協会顧問。2005年第1回日本サッカー殿堂入り。2006年9月より京都文教大学客員教授（文化実践論）。また、京都府のゴルフ場「クラウンヒルズ京都ゴルフクラブ」オーナーに就任した。

## 経歴

### 学生時代
太秦小学校と道を挟んだ高台にある長屋に生まれる。小学校に上がるまでは近所の広隆寺の境内が遊び場だった。京都市立太秦小学校 でサッカーを始める。市立蜂ヶ岡中学校3年の時、主将として京阪神三都市大会に出場、同大会にて優勝を果たし、京阪神地域の指導者の注目を集めるようになった。
1960年に京都府立山城高等学校に入学しサッカー部へ入部。森貞雄監督の下でレギュラーの座を掴むと、10月の熊本国民体育大会にて優勝。
1961年に京都府サッカー協会会長の藤田静夫（後の日本サッカー協会会長）の計らいにより大学生以上を対象とした講習会に特別参加。ここで、FIFAコーチ、デットマール・クラマーに会い、薫陶を受ける。
1962年1月には全国高校サッカー選手権にて同校を準優勝に輝く。決勝戦は広島県代表の修道高等学校との対戦となったが、二村昭雄を怪我で欠いた影響もあり2-4で敗れた。
同年4月には高校選手権で戦った森孝慈らと共に日本ユース代表に選出され、第4回アジアユース大会に出場した。
1963年に早稲田大学第二商学部入学。関東大学リーグで優勝を果たし、11得点で得点王。この年を含め4年連続得点王。日本ユース代表主将として第5回アジアユース選手権にも出場。1964年1月、日立製作所（現柏レイソル）を破り天皇杯優勝。1967年1月、天皇杯で東洋工業（後のサンフレッチェ広島）を破り優勝。（以後、天皇杯での大学勢の優勝はない）

### ヤンマーディーゼル
早稲田大学を率いて天皇杯制覇、関東リーグ4年連続得点王の実績から多くの企業から誘いを受けた。特に三菱重工（後の浦和レッドダイヤモンズ）からの勧誘は熱心で、大学の同僚の森孝慈が入社を決めた事で三菱入りへ傾いたが、ヤンマーディーゼル（後のセレッソ大阪）の山岡浩二郎サッカー部部長や早大の先輩で関西の実力者、川本泰三の勧めもあり、1967年4月、ヤンマーに入社する事になった。同い年で同期入社の水口洋次は無二の親友。
日本サッカーリーグ、豊田自動織機戦でデビューを飾ると、この試合で初得点を決めた。同年は14得点を挙げたが、古河の木村武夫に1点差で得点王のタイトルを逃した。関西の弱小チームであったヤンマーを釜本の強い個性で牽引していった。また同年5月には日系ブラジル人のネルソン吉村（後に帰化し吉村大志郎と名乗る）が加入。吉村の南米出身者らしい柔軟なボールタッチは目を見張るものがあり、釜本も吉村との練習や試合中で、貪欲に学習した。会社も釜本や吉村を始めとした選手補強や、施設の整備や選手の待遇改善などの支援を積極的に行い、やがてリーグを代表する強豪へと成長していった。1968年には14ゴールを挙げて初の得点王に輝いた。
1969年1月天皇杯で三菱重工を破り、ヤンマー初優勝。決勝ゴールをあげる活躍で初のビッグタイトルをもたらした。
ヤンマーや日本代表での活躍（後述）など順調な成長を見せていた釜本であったが、1970年にウイルス性肝炎を患い選手キャリアを中断、入院生活を余儀なくされた。復帰後も度々故障が続くなどコンディションが完全に回復するまで3年間を有したが、前述の吉村を始めとしたブラジル出身者と、それに刺激され徐々に実力を付けた日本人選手の奮闘もあって1971年には日本リーグと、天皇杯の二冠を獲得した。
そして、病気が完治するとGK西片、DF北村、松村、浜頭、水口、MF吉村、小林、阿部、FW今村、釜本、堀井らの、ほぼ不動のメンバーを擁して1974年、1975年の日本リーグ連覇、1975年の天皇杯制覇に貢献。釜本自身も1974年10月20日の日本リーグ、対三菱戦において通算100得点を達成した。この頃には試合の流れを読んだゲームメイクやチャンスメイクも担当する様になり、また若い頃の様な豪快なプレーだけでなく、相手ディフェンスのマークを一瞬外し、再びゴール前の危険地帯へ飛び込む「消える動き」も身に付けるなど 第2の最盛期を迎えた。
1978年2月、ヤンマーの選手兼任監督に就任、全盛期を支えた選手達が少しずつチームを去る節目の時期でもあった。若手の楚輪博の成長もあって、釜本はゴール前での得点に専念する様になった。そして1981年11月1日の対本田技研戦において通算200得点と201得点を記録。この2得点はいずれも楚輪のアシストから生まれた。
その後、1982年5月20日対マツダ（後のサンフレッチェ広島）戦で右足首アキレス腱断裂。8月11日、練習中に同じ個所を切り選手生活の危機に直面した。そして1年半後の1983年11月3日、日本リーグ対読売クラブ（後の東京ヴェルディ）で復帰を果たし、1984年1月1日の天皇杯決勝、対日産自動車（後の横浜F・マリノス）戦に後半途中出場。これが公式戦最後の試合出場となった。
同年8月25日の「釜本邦茂引退試合」、ヤンマーディーゼル対日本サッカーリーグ選抜戦は、東京・国立霞ヶ丘競技場陸上競技場に6万2千人の観衆を集め行なわれ、更に通路にまでも人で溢れかえった。ゲスト・プレーヤーに往年のスター選手ペレとヴォルフガング・オヴェラートを迎えた試合は、釜本自身が前半15分に得点を決め引退の花道を飾った。試合後の競技場にはサポーターから「釜本コール」が鳴り響いた。日本リーグ通算202得点(ハットトリック13回)、79アシストの数字を残した。

### 日本代表
代表レベルでは、高校2年、3年次に日本ユース代表に選出されアジアユース大会に出場。
早稲田大学1年次の1963年には日本B代表に選出され、同年秋に開催されたプレ五輪大会に出場した。
翌1964年に19歳で日本代表に選出されると東南アジア遠征に参加。同年2月21日のタイ空軍戦で代表デビューを飾ると、同25日のスランゴール州選抜戦で代表初得点、3月3日のシンガポール戦で国際Aマッチデビューを飾った。この遠征では5試合出場3得点を記録し、これ以降、日本代表へ定着していった。そして地元日本で開催された東京オリンピックに参加、10月14日の1次リーグ、アルゼンチン五輪代表戦では81分に川淵三郎の同点ゴールをアシスト。日本はベスト8でチェコスロバキア五輪代表に敗退したが、FIFAと日本蹴球協会が主催する敗者トーナメント（大阪トーナメント）に参加。10月20日の5・6位決定戦、ユーゴスラビア五輪代表で1得点を決めたが、釜本自身は消化不良の大会となった。
東京オリンピック当時は技術や駆け引きの面で未熟さを見せていたが、2年後の1966年12月、第5回アジア大会ではエース級に成長し、6得点を挙げ大会3位入賞に貢献した。1967年、ブラジルのパルメイラスを招いて、親善試合を4試合して、1勝3敗という成績であったが、第2戦の1967年6月21日に行われた試合では決勝ゴールを決め、外国プロサッカークラブに対し初勝利を飾った。しかし、その後1967年7月末からの日本代表の南米合宿でパルメイラスと再戦し、他にペルーB代表やブラジル２部のチームと合計６試合、対戦したが1分5敗の成績で釜本は全試合無得点で帰国した。しかし、同年9月から10月に開催されたメキシコオリンピックアジア予選に出場して、9月27日の初戦フィリピン戦のダブルハットトリックで15-0で大勝した。フィリピン戦の6得点は、三浦知良と並び日本代表1試合最多得点記録である（2011年時点。FIFAでは三浦知良の単独記録としている。同30日の台湾戦のハットトリックを含む11得点を挙げる活躍で、本大会出場に貢献した。しかし、傑出した得点能力の一方でボールコントロールや、相手マークを外す動きには依然として問題が残っていた。
翌1968年1月にクラマーの勧めもあり、西ドイツの1.FCザールブリュッケンへ短期留学。後に西ドイツ代表監督を務めるユップ・デアヴァルから指導を受けると、この事が選手としての重要な転機となった。デアヴァルはフィジカルを高める特別なメニューを釜本に課し、それと並行してゲーム形式のトレーニングも行った。またドイツサッカー協会(DFB)の特例により公式戦へも参加するなど貴重な経験を積んだ。そしてダイヤの原石であった釜本は、プロの厳しいトレーニングを受けた3ヶ月の留学の結果、逞しさとボールコントロールのテクニックに秀でた選手へと成長を遂げた。
留学後に日本代表へ合流、オリンピックに向け組まれた親善試合では留学の成果を発揮し、同年6月23日のアーセナルFC戦で豪快なダイビングヘッドから得点を挙げるなど、外国の屈強なディフェンス相手に互角に渡り合った。夏のヨーロッパ遠征を終える頃には日本代表の方向性も「堅守からのカウンター攻撃。釜本のゴール前での決定力を生かす」へと固まる。しかし、日本代表は日本でのアーセナル戦からその欧州遠征でプロのクラブやチェコ五輪代表と対戦して11連敗を記録し、遠征の最後にドイツのアマチュアのレクリングバウゼン選抜チームと対戦してようやく1勝したのみで、遠征のチーム成績は良くなかった。そして同年10月のメキシコ五輪で釜本は7得点2アシストの全得点に絡む活躍。準決勝ではハンガリーに0-5で敗れたが、3位決定戦では地元メキシコを2-0で破り 銅メダルを獲得し、同大会の得点王に輝いた。
メキシコ五輪での成功を受け、次の目標は1970年のFIFAワールドカップ・メキシコ大会出場へと向けられた。メキシコ五輪の後、釜本の元には、西ドイツ・フランス・メキシコ・エクアドルなどからのオファーが相次ぎ、釜本自身は恩師・デットマール・クラマーの母国でもある西ドイツでプレーすることを望んでいたという。しかし、アジア遠征で水に当たり、黄疸がでてしまう。1969年6月16日、日本代表合宿中に倒れ、ウイルス性肝炎と診断され兵庫県西宮市内の病院へ入院。50日後の8月5日に退院するも、医師の許可が下りず10月のメキシコ大会予選は欠場、釜本を欠いた日本代表は予選敗退に終わった。釜本は本来のコンディションを取り戻すのに数年を有し、4年間は試合出場と通院生活が続いた。
1970年3月、日本代表に復帰を果たすが、長年コーチとして代表を指導したクラマーは去り、メキシコ五輪銅メダル獲得に貢献したベテラン選手達は一人また一人と代表を去る中で、リーダーとしての重責を担う様にもなった。1970年12月の第6回アジア大会で4位。1972年7月のムルデカ大会で15得点を挙げ得点王に。日本を3位に導いたものの、1973年5月のFIFAワールドカップ・西ドイツ大会予選、1976年3月のモントリオールオリンピック予選では敗退が続いた。
モントリオールオリンピック予選後に代表引退を決意していたが、二宮寛監督の説得により復帰。そして1976年8月、ムルデカ大会では釜本は二列目に下がり、FWの奥寺康彦とのコンビネーションで新境地を開拓し同大会の準優勝に貢献した。しかし、1977年3月のFIFAワールドカップ・アルゼンチン大会予選ではイスラエル戦前のウォーミングアップ中に肉離れを起こし、それでも怪我を押して出場を続けたが、無得点に終わり、またチームも韓国とイスラエルに競り負け、代表引退を決断、同年9月14日のニューヨーク・コスモス戦を最後に日本代表を引退した。日本代表として1964年から1977年までの13年間に国際Aマッチ76試合75得点（総通算231試合153得点）を記録し、これは現在でも男子による日本代表の国際Aマッチ最多得点記録である。男女を通じては2011年7月1日に澤穂希が78得点目をあげ記録を塗り替えており、釜本本人は「（自分の記録が）まさか女の子に抜かれるとは」とコメントしている。

### 世界選抜
メキシコ五輪終了後直後の1968年11月6日にリオデジャネイロのマラカナン・スタジアムで開催された、ブラジル対世界選抜の試合に招集。これは世界選抜の監督を務めたクラマーの推薦もあっての実現であったが、釜本は日本代表の仲間と共に帰国する事を選択した。この試合にはブラジルはペレ、ロベルト・リベリーノ。世界選抜にフランツ・ベッケンバウアー、レフ・ヤシンらのスター選手たちが多数出場していた。
その12年後の1980年12月には世界選抜の選手として、スペインで開催されたユニセフ慈善サッカー大会に出場。世界選抜にはヨハン・クライフ、ミシェル・プラティニ、ベルント・シュスターらが参加し、世界選抜の監督は、西ドイツ留学時代の恩師、デアヴァルであった。

### 指導者として
前述の西ドイツ留学時代にコーチング講習会を受講。1978年から所属するヤンマーディーゼルの選手兼任監督に就任し1984年まで同サッカー部の指揮を執った。1970年代の黄金時代を共に支えた吉村やジョージ小林らはクラブを去り、世代交代を一任された。就任3年目の1980年に監督として初のリーグ制覇へ導いた。その後1985年2月まで監督を務めた。
ヤンマー退団後は「釜本FC」を設立し大阪を中心にユース年代の育成に携わった（大黒将志も属した釜本FCはガンバ大阪ジュニア・ジュニアユースに移管）。また同時に「釜本サッカー教室」を主催し、少年サッカーの指導の為に全国を駆け回った。1991年2月頃までにかけて東芝一社提供番組などでサッカー指導するというミニコーナーも放映された。
1991年、当時、プロリーグへの参加が内定していた松下電器産業サッカー部（現ガンバ大阪）の監督に就任。1993年Jリーグ開幕時のガンバ大阪監督となる。しかし、エースストライカーの永島昭浩を始めとする古参選手との確執（永島は翌1994年に清水エスパルスへ電撃移籍）や、期待された礒貝洋光・松波正信を育てきれない、松波と同期で自身の山城の後輩石塚啓次獲得に失敗など成績は低迷。1994年、天皇杯終了と同時に、監督を事実上解任され退団した（契約上の退任時期は1995年1月）。
監督としてのJリーグ通算成績は、2シーズンで80試合、31勝49敗。最高位は1993年ニコスステージ（2ndステージ）の6位（10チーム中）となっている。

### その後
1996年に日本サッカー協会（JFA）理事に就任。1998年7月にJFA副会長に就任。1999年7月、JFAの2002年強化推進本部長に就任。日本代表のフィリップ・トルシエ監督を評価する立場となり、両者の対立や釜本によるトルシエ解任の意向などがしばしば報道された。2000年7月、労働政務次官就任を理由として2002年強化推進本部長を辞任。その後、参議院選挙での落選後にJFA副会長を辞任したが、2004年7月からJFA副会長に復帰した。
2005年4月、JFA選定の第1回日本サッカー殿堂掲額者として選定される。
2008年7月、JFAの役員改選に伴い副会長を退任、執行部に属さない名誉副会長に就任する事となった。
2009年2月には、サッカーコミュニティサイト『MYFC』が運営を予定しているサッカークラブ・藤枝ネルソンCF（後に藤枝MYFCと改称）の監督に就任することが発表された。ただし本人は「『MYFC』有料化までの暫定監督」「監督と言うよりはスーパーバイザー的役割」 と発言しており、実際の現場での指揮はヘッドコーチの斉藤俊秀が執っている。
2010年7月、JFA名誉副会長を退き顧問となった。2014年に旭日中綬章受章。
2024年当時は新潟県新潟市西区小新のグランセナ新潟FCのスクールマスターを務めていた。
2025年8月10日、大阪府内の病院で肺炎のため死去。81歳没。

### 政治家として
早大体育会の先輩で親交が深かった、当時の自民党幹事長の森喜朗にスカウトされ1995年の第17回参議院議員通常選挙では自民党公認（比例名簿登載順位11位）として比例区より立候補し初当選。自民党の同期当選議員に、馳浩、橋本聖子がいる。
当選後は院内の厚生労働委員会に所属し、日本サッカー協会副会長を兼務しながら、2002年W杯の開催準備などに尽力。党内派閥としては清和政策研究会（会長三塚博 - 森 - 小泉純一郎）に所属した。
1998年、日本道路公団の関連会社で、高速道路用プリペイドカード「ハイウェイカード」販売に関する特別背任事件が発覚。一連の不正販売に釜本の妻が経営する会社の関与が明らかになる。
2000年7月4日、第2次森内閣の労働政務次官に就任する（政務担当の内閣官房副長官は同じ派閥の安倍晋三・上野公成）、同年12月6日、内閣改造に伴い労働政務次官を退任。
2001年の第19回参議院議員通常選挙では非拘束名簿式が導入された比例区に自民党公認として立候補したが、小泉フィーバーで自民党が20議席を獲得する大勝の中、自身は党内の個人得票数24位となり、落選。これ以後は政界から退いている。

## エピソード
- 両親は奈良県の出身[45]。父親は1909年に橿原市の耳成山麓近くに生まれ、母親は1912年に桜井市の三輪山近くで生まれた。釜本家と母方実家の森家は親戚同士で森家は地主だったが、農業を嫌った母親は近郷で暮らす従兄弟の父親が弁護士志望だと知り、持参金を携えて嫁いだ。その後も父親は関西大学で勉強を続けたが弁護士の夢を断念した。母親は「弁護士夫人になるはずやったのにダマされたわ」とこぼしていたという。真偽は定かでないが、女学校で陸上をしていた母親は、日本人女性初の五輪メダリストの人見絹枝と走ったことがあると話していたという。父親は176センチ程あり当時としては大柄であり、母親も160センチ近くあった[46]。父親は若い頃から剣道に励み、京都で警察官を務めていたが、1938年から1942年まで兵役に就き、ノモンハン事件に参加。復員後は幹部候補生から将校となり、陸軍中尉まで進んだ経験を持つ。1943年に京都の太秦に新設された三菱重工京都製作所の青年学校教官に迎えられた[38][45]。戦後は三菱造船の社員になった。また長兄は学生時代にテニス、次兄は卓球を志した。姉の美佐子は幼少の頃より学業優秀で、成人後は数ヶ国語を操り日本のツアーコンダクターの草分けとなった[38]。この姉をして普段勉強をしない弟が試験前に見せる集中力は抜群であったと語らせている。
- サッカーを始めたきっかけになったのは、太秦小学校時代の恩師、池田璋也（元京都紫光クラブの名選手）の「サッカーが上手になればオリンピックもあるし、世界中に行ける。野球だったら日本とアメリカだけだ」という言葉であった[38]。
- 市立蜂ヶ岡中学校の1年先輩に二村昭雄らがいる。二村とは高校、大学と同じ道へ進み、名コンビとして活躍した。
- 山城高校の1年先輩に二村昭雄、長岡義一らが、同期には和崎信哉[47] がいる。
- 早稲田大学の仲間に松本育夫・野村尊敬・桑田隆幸、森孝慈、大野毅らがいる。
- 1967年11月19日に和歌山で開催された日本サッカーリーグ、日立本社（現柏レイソル）戦において2人のゴールキーパーを負傷退場させる記録を残した。1人目のゴールキーパー・片伯部延弘は釜本と衝突して負傷退場。交代枠を使い切っていた日立は急遽FWの海野勇が代役を務めた。しかし、その7分後に釜本の強烈なシュートに反応した海野は右手の平に裂傷を負い負傷退場した。その後、日立は3人目のGKにFWの平沢周策を起用したが、今度はオーバーステップの反則を取られ、フリーキックから釜本のヘディングゴールを許した。試合は0-3で日立が完敗を喫する散々な結果となった[38]。
- メキシコ五輪の大会合宿中に、ファンにサインをしていた釜本に対し、あるサッカークラブのスカウトが色紙と見せかけて契約書にサインさせようと試み、これに気付いたクラマーコーチが間一髪で阻止する一幕もあった[48]。
- メキシコ五輪3位決定戦後のインタビューで欧州の記者から「プロ並の練習をしているのか」と聞かれた釜本は「いや、我々はみんなビジネスマンだ。8時間、会社の仕事をして、その後で練習をしている」と答え記者達はとても信じられない、ウソだろうと言わんばかりの顔をした[49]。
- メキシコ五輪終了後直後にリオデジャネイロで開催された、FIFA主催のブラジル代表対世界選抜の試合に招集されたが、日本代表の仲間らと共に帰国する事を選択した。これに対し世界選抜のレフ・ヤシンは釜本の不参加を惜しむコメントを残している[38]。
- 1972年、ペレの所属するサントスと日本代表が親善試合を行い、多くの観衆が詰掛けた。試合後にジョージ小林が長沼健監督の部屋を尋ね「お客さんがたくさん入った、選手お金要求する」と配当をしつこく要求、「今の体制じゃ、そうはいかない」と長沼が断っても聞き入れないので、釜本を呼んで追い返した[50]。
- 1984年に、木之本興三によるJSL活性化策の一環として、ポスターでヌード（後ろ向き）を披露した。
- 阪神タイガースファンとしても知られる。
- 現役引退後はトーク番組「シュートinサタデー」（関西テレビ制作フジテレビ系）司会やCM「丸大焼肉」「じゅうじゅう亭」（丸大食品）などテレビでも活躍した。
- 2006年4月19日放送のトリビアの泉で、代表引退の理由は会社で机に脚をぶつけ、止まっているものも避けられないと身体の衰えを感じたためと言う逸話が高橋陽一のイラスト付きで披露された。
- 釜本の身長は公表179cmだが、実際には181cmだった[51]。これは「大きい＝鈍くさい」と思われないよう、わざと身長を小さく称したとのこと[52]。
- 2014年5月15日付、英国スポーツ専門サイト『Sports MOLE』で、歴代日本代表選手の1位に、釜本邦茂が選ばれた[53]。
- 松平健と親交が深かった[54]。

## 所属クラブ
- 京都市立太秦小学校
- 京都市立蜂ヶ岡中学校
- 1960年 - 1962年 山城高校
- 1963年 - 1966年 早稲田大学
- 1967年 - 1984年 ヤンマーディーゼル（現セレッソ大阪）

## 個人成績
| 国内大会個人成績 | 国内大会個人成績 | 国内大会個人成績 | 国内大会個人成績 | 国内大会個人成績 | 国内大会個人成績 | 国内大会個人成績 | 国内大会個人成績 | 国内大会個人成績 | 国内大会個人成績 | 国内大会個人成績 | 国内大会個人成績 |
| 年度             | クラブ           | 背番号           | リーグ           | リーグ戦         | リーグ戦         | リーグ杯         | リーグ杯         | オープン杯       | オープン杯       | 期間通算         | 期間通算         |
| 年度             | クラブ           | 背番号           | リーグ           | 出場             | 得点             | 出場             | 得点             | 出場             | 得点             | 出場             | 得点             |
| 日本             | 日本             | 日本             | 日本             | リーグ戦         | リーグ戦         | JSL杯            | JSL杯            | 天皇杯           | 天皇杯           | 期間通算         | 期間通算         |
| ---------------- | ---------------- | ---------------- | ---------------- | ---------------- | ---------------- | ---------------- | ---------------- | ---------------- | ---------------- | ---------------- | ---------------- |
| 1967             | ヤンマー         | 20               | JSL              | 14               | 14               | -                | -                | 3                | 7                | 17               | 21               |
| 1968             | ヤンマー         | 9                | JSL              | 14               | 14               | -                | -                | 3                | 5                | 17               | 19               |
| 1969             | ヤンマー         | 9                | JSL              | 12               | 10               | -                | -                | -                | -                | 12               | 10               |
| 1970             | ヤンマー         | 9                | JSL              | 14               | 16               | -                | -                | 3                | 5                | 17               | 21               |
| 1971             | ヤンマー         | 9                | JSL              | 14               | 11               | -                | -                | 3                | 5                | 17               | 16               |
| 1972             | ヤンマー         | 9                | JSL1部           | 14               | 11               | -                | -                | 4                | 5                | 18               | 16               |
| 1973             | ヤンマー         | 9                | JSL1部           | 16               | 9                | 0                | 0                | 2                | 0                | 18               | 9                |
| 1974             | ヤンマー         | 9                | JSL1部           | 18               | 21               | -                | -                | 4                | 3                | 22               | 24               |
| 1975             | ヤンマー         | 9                | JSL1部           | 17               | 17               | -                | -                | 3                | 2                | 20               | 11               |
| 1976             | ヤンマー         | 9                | JSL1部           | 18               | 15               | 1                | 0                | 3                | 2                | 22               | 17               |
| 1977             | ヤンマー         | 9                | JSL1部           | 18               | 20               | 3                | 2                | 4                | 4                | 25               | 26               |
| 1978             | ヤンマー         | 9                | JSL1部           | 18               | 15               | 3                | 4                | 3                | 4                | 24               | 23               |
| 1979             | ヤンマー         | 9                | JSL1部           | 18               | 7                | 2                | 1                | 3                | 2                | 22               | 11               |
| 1980             | ヤンマー         | 9                | JSL1部           | 18               | 10               | 3                | 2                | 2                | 0                | 23               | 12               |
| 1981             | ヤンマー         | 9                | JSL1部           | 18               | 11               | 0                | 0                | 2                | 0                | 20               | 11               |
| 1982             | ヤンマー         | 9                | JSL1部           | 8                | 1                | 0                | 0                | 0                | 0                | 8                | 1                |
| 1983             | ヤンマー         | 9                | JSL1部           | 2                | 0                | 0                | 0                | 0                | 0                | 2                | 0                |
| 1984             | ヤンマー         | 9                | JSL1部           | 0                | 0                | 0                | 0                | 3                | 0                | 3                | 0                |
| 通算             | 日本             | 日本             | JSL1部           | 251              | 202              | 12               | 9                | 45               | 44               | 308              | 255              |
| 総通算           | 総通算           | 総通算           | 総通算           | 251              | 202              | 12               | 9                | 45               | 44               | 308              | 255              |

### 通算成績
- 日本リーグ通算251試合出場202得点。得点王7回。
  - 日本リーグ優勝：3回（1971、1975、1980）
  - 天皇杯優勝：2回（1969、1975）
  - 1974年10月、対三菱戦で、リーグ通算100得点を達成。
  - 1978年1月、対三菱戦でリーグ通算150得点を記録。
  - 1981年11月1日、対本田技研戦で2得点。リーグ通算201得点目（238試合）。
  - 1982年5月15日、対日立戦で202得点目をあげる。

## その他
- JSL選抜チーム（1979年）3試合3得点

## 代表歴
- 国際Aマッチ初出場・初得点 - 1964年3月3日 国際親善試合 vsシンガポール代表（ジャラン・ベサール・スタジアム）
- 国際Aマッチ初ハットトリック - 1967年9月27日 1968メキシコシティオリンピック・アジア予選 vsフィリピン代表（国立霞ヶ丘競技場）

出場大会
- 日本ユース代表 11試合6得点
  - AFCユース選手権（1962年、1963年）
- 日本B代表 6試合0得点
- 日本代表
  - 1964年東京オリンピック（ベスト8）
  - アジア競技大会（1966,1970,1974,1978）
  - メキシコシティオリンピック（銅メダル）
  - ミュンヘンオリンピック予選
  - ワールドカップ西ドイツ大会予選
  - モントリオールオリンピック予選
  - ワールドカップアルゼンチン大会予選

### 試合数
- 国際Aマッチ FIFA 84試合 80得点[6],　JFA 76試合 75得点（1964-1977）[3]

| 日本代表 | 国際Aマッチ | 国際Aマッチ | その他 | その他 | 期間通算 | 期間通算 |
| 年       | 出場        | 得点        | 出場   | 得点   | 出場     | 得点     |
| -------- | ----------- | ----------- | ------ | ------ | -------- | -------- |
| 1964     | 2           | 1           | 19     | 7      | 21       | 8        |
| 1965     | 3           | 3           | 13     | 16     | 16       | 19       |
| 1966     | 7           | 6           | 12     | 13     | 19       | 19       |
| 1967     | 5           | 11          | 19     | 1      | 24       | 12       |
| 1968     | 4           | 7           | 21     | 14     | 25       | 21       |
| 1969     | 0           | 0           | 3      | 1      | 3        | 1        |
| 1970     | 6           | 3           | 15     | 7      | 21       | 10       |
| 1971     | 6           | 8           | 14     | 5      | 20       | 13       |
| 1972     | 8           | 15          | 8      | 6      | 16       | 21       |
| 1973     | 3           | 2           | 2      | 1      | 5        | 3        |
| 1974     | 5           | 5           | 14     | 6      | 19       | 11       |
| 1975     | 7           | 5           | 8      | 1      | 15       | 6        |
| 1976     | 16          | 9           | 2      | 1      | 18       | 10       |
| 1977     | 4           | 0           | 8      | 0      | 12       | 0        |
| 通算     | 76          | 75          | 157    | 79     | 233      | 154      |

日本サッカー協会 (JFA) とRec.Sport.Soccer Statistics Foundation (RSSSF) は、釜本邦茂（75得点）を最多得点者としている。一方、国際サッカー連盟 (FIFA) は、2009年時点では三浦知良と同数の55得点としていたが、2014年時点では80得点としている
これは以下に示す JFA、FIFA 両者の統計方法の違いによる。
- JFA - 1988年以前のオリンピック予選および本大会における、プロリーグの存在しない国・地域の、年齢制限のないオリンピック代表チームとの試合は国際Aマッチとする。
- FIFA - 1999年に「1908年から1952年にかけて行われた全てのオリンピックの試合は認める（たとえばイギリスのようにプロリーグを有する国々の中でアマチュアチームを派遣したものや、1936年大会のオーストリアは除外）。一方、1960年以降の全てのオリンピック関係の試合が国際Aマッチと認められる訳ではないが、中間部分については更なる分析が行われる」という声明を出し[56]、これを元にした基準を採用している。

なお、RSSSFは「東ヨーロッパとスカンジナビア諸国のサッカー協会はFIFAの声明を却下し、信頼できる各国の協会によって認められた統計方法を持っている。日本も大部分のオリンピックの試合を2015年に公式に認めている」という見解を示し、JFAの記録を追認している。

### 出場
| No. | 開催日         | 開催都市         | スタジアム                               | 対戦相手             | 結果       | 監督       | 大会                                            |
| --- | -------------- | ---------------- | ---------------------------------------- | -------------------- | ---------- | ---------- | ----------------------------------------------- |
| 1.  | 1964年03月03日 | シンガポール     | ジャラン・ベサール・スタジアム           | シンガポール         | ○2-1       | 長沼健     | 国際親善試合                                    |
| 2.  | 1964年10月16日 | 東京都           | 駒沢オリンピック公園総合運動場陸上競技場 | ガーナ               | ●2-3       | 長沼健     | 1964東京オリンピック                            |
| 3.  | 1965年03月14日 | 香港             |                                          | 香港                 | ○2-1       | 長沼健     | 国際親善試合                                    |
| 4.  | 1965年03月22日 | ラングーン       |                                          | ビルマ               | △1-1       | 長沼健     | 国際親善試合                                    |
| 5.  | 1965年03月27日 | クアラルンプール |                                          | マレーシア           | △1-1       | 長沼健     | 国際親善試合                                    |
| 6.  | 1966年12月10日 | バンコク         | チュラーロンコーン大学スタジアム         | インド               | ○2-1       | 長沼健     | 1966年アジア競技大会                            |
| 7.  | 1966年12月11日 | バンコク         | チュラーロンコーン大学スタジアム         | イラン               | ○3-1       | 長沼健     | 1966年アジア競技大会                            |
| 8.  | 1966年12月14日 | バンコク         | チュラーロンコーン大学スタジアム         | マレーシア           | ○1-0       | 長沼健     | 1966年アジア競技大会                            |
| 9.  | 1966年12月16日 | バンコク         | チュラーロンコーン大学スタジアム         | シンガポール         | ○5-1       | 長沼健     | 1966年アジア競技大会                            |
| 10. | 1966年12月17日 | バンコク         | チュラーロンコーン大学スタジアム         | タイ                 | ○5-1       | 長沼健     | 1966年アジア競技大会                            |
| 11. | 1966年12月18日 | バンコク         | チュラーロンコーン大学スタジアム         | イラン               | ●0-1       | 長沼健     | 1966年アジア競技大会                            |
| 12. | 1966年12月19日 | バンコク         | チュラーロンコーン大学スタジアム         | シンガポール         | ○2-0       | 長沼健     | 1966年アジア競技大会                            |
| 13. | 1967年09月27日 | 東京都           | 国立霞ヶ丘競技場陸上競技場               | フィリピン           | ○15-0      | 長沼健     | 1968メキシコシティオリンピック・アジア予選      |
| 14. | 1967年09月30日 | 東京都           | 国立霞ヶ丘競技場陸上競技場               | チャイニーズタイペイ | ○4-0       | 長沼健     | 1968メキシコシティオリンピック・アジア予選      |
| 15. | 1967年10月03日 | 東京都           | 国立霞ヶ丘競技場陸上競技場               | レバノン             | ○3-1       | 長沼健     | 1968メキシコシティオリンピック・アジア予選      |
| 16. | 1967年10月07日 | 東京都           | 国立霞ヶ丘競技場陸上競技場               | 韓国                 | △3-3       | 長沼健     | 1968メキシコシティオリンピック・アジア予選      |
| 17. | 1967年10月10日 | 東京都           | 国立霞ヶ丘競技場陸上競技場               | 南ベトナム           | ○1-0       | 長沼健     | 1968メキシコシティオリンピック・アジア予選      |
| 18. | 1968年03月30日 | シドニー         |                                          | オーストラリア       | △2-2       | 長沼健     | 国際親善試合                                    |
| 19. | 1968年03月31日 | メルボルン       |                                          | オーストラリア       | ●1-3       | 長沼健     | 国際親善試合                                    |
| 20. | 1968年04月04日 | アデレード       |                                          | オーストラリア       | ○3-1       | 長沼健     | 国際親善試合                                    |
| 21. | 1968年10月14日 | プエブラ         | エスタディオ・クアウテモック             | ナイジェリア         | ○3-1       | 長沼健     | 1968年メキシコシティオリンピック                |
| 22. | 1970年12月10日 | バンコク         |                                          | マレーシア           | ○1-0       | 岡野俊一郎 | 1970年アジア競技大会                            |
| 23. | 1970年12月12日 | バンコク         |                                          | クメール             | ○1-0       | 岡野俊一郎 | 1970年アジア競技大会                            |
| 24. | 1970年12月14日 | バンコク         |                                          | ビルマ               | ○2-1       | 岡野俊一郎 | 1970年アジア競技大会                            |
| 25. | 1970年12月16日 | バンコク         |                                          | インドネシア         | ○2-1       | 岡野俊一郎 | 1970年アジア競技大会                            |
| 26. | 1970年12月18日 | バンコク         |                                          | 韓国                 | ●1-2(延長) | 岡野俊一郎 | 1970年アジア競技大会                            |
| 27. | 1970年12月19日 | バンコク         |                                          | インド               | ●0-1       | 岡野俊一郎 | 1970年アジア競技大会                            |
| 28. | 1971年07月28日 | コペンハーゲン   |                                          | デンマーク           | ●2-3       | 岡野俊一郎 | 国際親善試合                                    |
| 29. | 1971年08月13日 | レイキャビク     |                                          | アイスランド         | ○2-0       | 岡野俊一郎 | 国際親善試合                                    |
| 30. | 1971年09月23日 | ソウル           |                                          | マレーシア           | ●0-3       | 岡野俊一郎 | 1972年ミュンヘンオリンピック・アジア予選        |
| 31. | 1971年09月27日 | ソウル           |                                          | フィリピン           | ○8-1       | 岡野俊一郎 | 1972年ミュンヘンオリンピック・アジア予選        |
| 32. | 1971年09月29日 | ソウル           |                                          | チャイニーズタイペイ | ○5-1       | 岡野俊一郎 | 1972年ミュンヘンオリンピック・アジア予選        |
| 33. | 1971年10月02日 | ソウル           |                                          | 韓国                 | ●1-2       | 岡野俊一郎 | 1972年ミュンヘンオリンピック・アジア予選        |
| 34. | 1972年07月12日 | クアラルンプール | ムルデカ・スタジアム                     | クメール             | ○4-1       | 長沼健     | 1972ムルデカ大会                                |
| 35. | 1972年07月16日 | イポー           | ペラ・スタジアム                         | スリランカ           | ○5-0       | 長沼健     | 1972ムルデカ大会                                |
| 36. | 1972年07月18日 | クアラルンプール | ムルデカ・スタジアム                     | フィリピン           | ○5-1       | 長沼健     | 1972ムルデカ大会                                |
| 37. | 1972年07月22日 | クアラルンプール | ムルデカ・スタジアム                     | マレーシア           | ●1-3       | 長沼健     | 1972ムルデカ大会                                |
| 38. | 1972年07月26日 | クアラルンプール | ムルデカ・スタジアム                     | 韓国                 | ●0-3       | 長沼健     | 1972ムルデカ大会                                |
| 39. | 1972年08月04日 | シンガポール     |                                          | フィリピン           | ○4-1       | 長沼健     | ペスタスカン大会                                |
| 40. | 1972年08月06日 | シンガポール     |                                          | インドネシア         | ●0-1       | 長沼健     | ペスタスカン大会                                |
| 41. | 1972年09月14日 | 東京都           | 国立霞ヶ丘競技場陸上競技場               | 韓国                 | △2-2       | 長沼健     | 日韓定期戦                                      |
| 42. | 1973年05月20日 | ソウル           | 東大門運動場                             | 南ベトナム           | ○4-0       | 長沼健     | 1974FIFAワールドカップ・アジア・オセアニア予選  |
| 43. | 1973年05月22日 | ソウル           | 東大門運動場                             | 香港                 | ●0-1       | 長沼健     | 1974FIFAワールドカップ・アジア・オセアニア予選  |
| 44. | 1973年05月26日 | ソウル           | 東大門運動場                             | イスラエル           | ●0-1(延長) | 長沼健     | 1974FIFAワールドカップ・アジア・オセアニア予選  |
| 45. | 1974年07月23日 | コンスタンツァ   |                                          | ルーマニア           | ●1-4       | 長沼健     | 国際親善試合                                    |
| 46. | 1974年09月03日 | テヘラン         | アムジャディ・スタジアム                 | フィリピン           | ○4-0       | 長沼健     | 1974年アジア競技大会                            |
| 47. | 1974年09月05日 | テヘラン         | ペルセポリス・スタジアム                 | マレーシア           | △1-1       | 長沼健     | 1974年アジア競技大会                            |
| 48. | 1974年09月07日 | テヘラン         | アーリヤーメヘル・スタジアム             | イスラエル           | ●0-3       | 長沼健     | 1974年アジア競技大会                            |
| 49. | 1974年09月28日 | 東京都           | 国立霞ヶ丘競技場陸上競技場               | 韓国                 | ○4-1       | 長沼健     | 日韓定期戦                                      |
| 50. | 1975年07月30日 | クアラルンプール | ムルデカ・スタジアム                     | 香港                 | ●0-2       | 長沼健     | 1975ムルデカ大会                                |
| 51. | 1975年08月02日 | クアラルンプール | ムルデカ・スタジアム                     | マレーシア           | ●0-2       | 長沼健     | 1975ムルデカ大会                                |
| 52. | 1975年08月04日 | クアラルンプール | ムルデカ・スタジアム                     | バングラデシュ       | ○3-0       | 長沼健     | 1975ムルデカ大会                                |
| 53. | 1975年08月07日 | クアラルンプール | ムルデカ・スタジアム                     | インドネシア         | ○4-1       | 長沼健     | 1975ムルデカ大会                                |
| 54. | 1975年08月09日 | クアラルンプール | ムルデカ・スタジアム                     | 韓国                 | ●1-3       | 長沼健     | 1975ムルデカ大会                                |
| 55. | 1975年08月14日 | クアラルンプール | ムルデカ・スタジアム                     | ビルマ               | ○2-0       | 長沼健     | 1975ムルデカ大会                                |
| 56. | 1975年09月08日 | ソウル           |                                          | 韓国                 | ●0-3       | 長沼健     | 日韓定期戦                                      |
| 57. | 1976年01月25日 | 東京都           | 国立霞ヶ丘競技場陸上競技場               | ブルガリア           | ●1-3       | 長沼健     | 朝日国際サッカー大会                            |
| 58. | 1976年01月28日 | 大阪府           | 長居陸上競技場                           | ブルガリア           | △1-1       | 長沼健     | 朝日国際サッカー大会                            |
| 59. | 1976年02月01日 | 東京都           | 国立霞ヶ丘競技場陸上競技場               | ブルガリア           | ●0-3       | 長沼健     | 朝日国際サッカー大会                            |
| 60. | 1976年03月14日 | 東京都           | 国立霞ヶ丘競技場陸上競技場               | フィリピン           | ○3-0       | 長沼健     | 1976年モントリオールオリンピック・アジア予選    |
| 61. | 1976年03月21日 | 東京都           | 国立霞ヶ丘競技場陸上競技場               | 韓国                 | ●0-2       | 長沼健     | 1976年モントリオールオリンピック・アジア予選    |
| 62. | 1976年03月27日 | ソウル           |                                          | 韓国                 | △2-2       | 長沼健     | 1976年モントリオールオリンピック・アジア予選    |
| 63. | 1976年03月31日 | ソウル           |                                          | イスラエル           | ●0-3       | 長沼健     | 1976年モントリオールオリンピック・アジア予選    |
| 64. | 1976年04月11日 | テルアビブ       |                                          | イスラエル           | ●1-4       | 長沼健     | 1976年モントリオールオリンピック・アジア予選    |
| 65. | 1976年08月08日 | クアラルンプール | ムルデカ・スタジアム                     | インド               | ○5-1       | 二宮寛     | 1976ムルデカ大会                                |
| 66. | 1976年08月10日 | クアラルンプール | ムルデカ・スタジアム                     | インドネシア         | ○6-0       | 二宮寛     | 1976ムルデカ大会                                |
| 67. | 1976年08月13日 | クアラルンプール | ムルデカ・スタジアム                     | ビルマ               | △2-2       | 二宮寛     | 1976ムルデカ大会                                |
| 68. | 1976年08月16日 | クアラルンプール | ムルデカ・スタジアム                     | タイ                 | △2-2       | 二宮寛     | 1976ムルデカ大会                                |
| 69. | 1976年08月18日 | クアラルンプール | ムルデカ・スタジアム                     | 韓国                 | △0-0       | 二宮寛     | 1976ムルデカ大会                                |
| 70. | 1976年08月20日 | クアラルンプール | ムルデカ・スタジアム                     | マレーシア           | △2-2       | 二宮寛     | 1976ムルデカ大会                                |
| 71. | 1976年08月22日 | クアラルンプール | ムルデカ・スタジアム                     | マレーシア           | ●0-2       | 二宮寛     | 1976ムルデカ大会                                |
| 72. | 1976年12月04日 | 東京都           | 国立霞ヶ丘競技場陸上競技場               | 韓国                 | ●1-2       | 二宮寛     | 日韓定期戦                                      |
| 73. | 1977年03月10日 | テルアビブ       | ラマト・ガン・スタジアム                 | イスラエル           | ●0-2       | 二宮寛     | 1978 FIFAワールドカップ・アジア・オセアニア予選 |
| 74. | 1977年03月26日 | 東京都           | 国立霞ヶ丘競技場陸上競技場               | 韓国                 | △0-0       | 二宮寛     | 1978 FIFAワールドカップ・アジア・オセアニア予選 |
| 75. | 1977年04月03日 | ソウル           | 東大門運動場                             | 韓国                 | ●0-1       | 二宮寛     | 1978 FIFAワールドカップ・アジア・オセアニア予選 |
| 76. | 1977年06月15日 | ソウル           |                                          | 韓国                 | ●1-2       | 二宮寛     | 日韓定期戦                                      |

### 得点数
国際Aマッチ
| #  | 開催日         | 開催地                       | 対戦国         | スコア | 結果 | 試合概要                      |
| -- | -------------- | ---------------------------- | -------------- | ------ | ---- | ----------------------------- |
| 1  | 1964年3月3日   | シンガポール                 | シンガポール   | 2-1    | 勝利 | 親善試合                      |
| 2  | 1965年3月11日  | 香港                         | 香港           | 4-1    | 勝利 | 親善試合                      |
| 3  | 1965年3月11日  | 香港                         | 香港           | 4-1    | 勝利 | 親善試合                      |
| 4  | 1965年3月22日  | ビルマ、ラングーン           | ビルマ         | 1-1    | 引分 | 親善試合                      |
| 5  | 1966年12月11日 | タイ、バンコク               | イラン         | 3-1    | 勝利 | アジア競技大会                |
| 6  | 1966年12月14日 | タイ、バンコク               | マレーシア     | 1-0    | 勝利 | アジア競技大会                |
| 7  | 1966年12月16日 | タイ、バンコク               | シンガポール   | 5-1    | 勝利 | アジア競技大会                |
| 8  | 1966年12月16日 | タイ、バンコク               | シンガポール   | 5-1    | 勝利 | アジア競技大会                |
| 9  | 1966年12月17日 | タイ、バンコク               | タイ           | 5-1    | 勝利 | アジア競技大会                |
| 10 | 1966年12月19日 | タイ、バンコク               | シンガポール   | 2-0    | 勝利 | アジア競技大会                |
| 11 | 1967年9月27日  | 日本、東京                   | フィリピン     | 15-0   | 勝利 | メキシコ五輪予選              |
| 12 | 1967年9月27日  | 日本、東京                   | フィリピン     | 15-0   | 勝利 | メキシコ五輪予選              |
| 13 | 1967年9月27日  | 日本、東京                   | フィリピン     | 15-0   | 勝利 | メキシコ五輪予選              |
| 14 | 1967年9月27日  | 日本、東京                   | フィリピン     | 15-0   | 勝利 | メキシコ五輪予選              |
| 15 | 1967年9月27日  | 日本、東京                   | フィリピン     | 15-0   | 勝利 | メキシコ五輪予選              |
| 16 | 1967年9月27日  | 日本、東京                   | フィリピン     | 15-0   | 勝利 | メキシコ五輪予選              |
| 17 | 1967年9月30日  | 日本、東京                   | 中華民国       | 4-0    | 勝利 | メキシコ五輪予選              |
| 18 | 1967年9月30日  | 日本、東京                   | 中華民国       | 4-0    | 勝利 | メキシコ五輪予選              |
| 19 | 1967年9月30日  | 日本、東京                   | 中華民国       | 4-0    | 勝利 | メキシコ五輪予選              |
| 20 | 1967年10月3日  | 日本、東京                   | レバノン       | 3-1    | 勝利 | メキシコ五輪予選              |
| 21 | 1967年10月7日  | 日本、東京                   | 韓国           | 3-3    | 引分 | メキシコ五輪予選              |
| 22 | 1968年3月30日  | オーストラリア、シドニー     | オーストラリア | 2-2    | 引分 | 親善試合                      |
| 23 | 1968年3月30日  | オーストラリア、シドニー     | オーストラリア | 2-2    | 引分 | 親善試合                      |
| 24 | 1968年4月4日   | オーストラリア、アデレード   | オーストラリア | 3-1    | 勝利 | 親善試合                      |
| 25 | 1968年4月4日   | オーストラリア、アデレード   | オーストラリア | 3-1    | 勝利 | 親善試合                      |
| 26 | 1968年10月14日 | メキシコ、プエブラ           | ナイジェリア   | 3-1    | 勝利 | メキシコ五輪                  |
| 27 | 1968年10月14日 | メキシコ、プエブラ           | ナイジェリア   | 3-1    | 勝利 | メキシコ五輪                  |
| 28 | 1968年10月14日 | メキシコ、プエブラ           | ナイジェリア   | 3-1    | 勝利 | メキシコ五輪                  |
| 29 | 1970年12月10日 | タイ、バンコク               | マレーシア     | 1-0    | 勝利 | アジア競技大会                |
| 30 | 1970年12月16日 | タイ、バンコク               | インドネシア   | 2-1    | 勝利 | アジア競技大会                |
| 31 | 1970年12月16日 | タイ、バンコク               | インドネシア   | 2-1    | 勝利 | アジア競技大会                |
| 32 | 1971年7月28日  | デンマーク、コペンハーゲン   | デンマーク     | 2-3    | 敗戦 | 親善試合                      |
| 33 | 1971年7月28日  | デンマーク、コペンハーゲン   | デンマーク     | 2-3    | 敗戦 | 親善試合                      |
| 34 | 1971年9月27日  | 韓国、ソウル                 | フィリピン     | 8-1    | 勝利 | ミュンヘン五輪予選            |
| 35 | 1971年9月27日  | 韓国、ソウル                 | フィリピン     | 8-1    | 勝利 | ミュンヘン五輪予選            |
| 36 | 1971年9月27日  | 韓国、ソウル                 | フィリピン     | 8-1    | 勝利 | ミュンヘン五輪予選            |
| 37 | 1971年9月29日  | 韓国、ソウル                 | 中華民国       | 5-1    | 勝利 | ミュンヘン五輪予選            |
| 38 | 1971年9月29日  | 韓国、ソウル                 | 中華民国       | 5-1    | 勝利 | ミュンヘン五輪予選            |
| 39 | 1971年9月29日  | 韓国、ソウル                 | 中華民国       | 5-1    | 勝利 | ミュンヘン五輪予選            |
| 40 | 1972年7月12日  | マレーシア、クアラルンプール | クメール共和国 | 4-1    | 勝利 | ムルデカ大会                  |
| 41 | 1972年7月12日  | マレーシア、クアラルンプール | クメール共和国 | 4-1    | 勝利 | ムルデカ大会                  |
| 42 | 1972年7月12日  | マレーシア、クアラルンプール | クメール共和国 | 4-1    | 勝利 | ムルデカ大会                  |
| 43 | 1972年7月12日  | マレーシア、クアラルンプール | クメール共和国 | 4-1    | 勝利 | ムルデカ大会                  |
| 44 | 1972年7月16日  | マレーシア、クアラルンプール | スリランカ     | 5-0    | 勝利 | ムルデカ大会                  |
| 45 | 1972年7月16日  | マレーシア、クアラルンプール | スリランカ     | 5-0    | 勝利 | ムルデカ大会                  |
| 46 | 1972年7月16日  | マレーシア、クアラルンプール | スリランカ     | 5-0    | 勝利 | ムルデカ大会                  |
| 47 | 1972年7月16日  | マレーシア、クアラルンプール | スリランカ     | 5-0    | 勝利 | ムルデカ大会                  |
| 48 | 1972年7月16日  | マレーシア、クアラルンプール | スリランカ     | 5-0    | 勝利 | ムルデカ大会                  |
| 49 | 1972年7月18日  | マレーシア、クアラルンプール | フィリピン     | 5-1    | 勝利 | ムルデカ大会                  |
| 50 | 1972年7月22日  | マレーシア、クアラルンプール | マレーシア     | 1-3    | 敗戦 | ムルデカ大会                  |
| 51 | 1972年8月4日   | シンガポール                 | フィリピン     | 4-1    | 勝利 | ペスタスカン大会              |
| 52 | 1972年8月4日   | シンガポール                 | フィリピン     | 4-1    | 勝利 | ペスタスカン大会              |
| 53 | 1972年9月14日  | 日本、東京                   | 韓国           | 2-2    | 引分 | 日韓定期戦                    |
| 54 | 1972年9月14日  | 日本、東京                   | 韓国           | 2-2    | 引分 | 日韓定期戦                    |
| 55 | 1973年5月20日  | 韓国、ソウル                 | ベトナム共和国 | 4-0    | 勝利 | 1974 FIFAワールドカップ・予選 |
| 56 | 1973年5月20日  | 韓国、ソウル                 | ベトナム共和国 | 4-0    | 勝利 | 1974 FIFAワールドカップ・予選 |
| 57 | 1974年9月3日   | イラン、テヘラン             | フィリピン     | 4-0    | 勝利 | アジア競技大会                |
| 58 | 1974年9月3日   | イラン、テヘラン             | フィリピン     | 4-0    | 勝利 | アジア競技大会                |
| 59 | 1974年9月3日   | イラン、テヘラン             | フィリピン     | 4-0    | 勝利 | アジア競技大会                |
| 60 | 1974年9月28日  | 日本、東京                   | 韓国           | 2-2    | 引分 | 日韓定期戦                    |
| 61 | 1974年9月28日  | 日本、東京                   | 韓国           | 2-2    | 引分 | 日韓定期戦                    |
| 62 | 1975年8月4日   | マレーシア、クアラルンプール | バングラデシュ | 3-0    | 勝利 | ムルデカ大会                  |
| 63 | 1975年8月4日   | マレーシア、クアラルンプール | バングラデシュ | 3-0    | 勝利 | ムルデカ大会                  |
| 64 | 1975年8月7日   | マレーシア、クアラルンプール | インドネシア   | 4-1    | 勝利 | ムルデカ大会                  |
| 65 | 1975年8月7日   | マレーシア、クアラルンプール | インドネシア   | 4-1    | 勝利 | ムルデカ大会                  |
| 66 | 1975年8月14日  | マレーシア、クアラルンプール | ビルマ         | 2-0    | 勝利 | ムルデカ大会                  |
| 67 | 1976年1月25日  | 日本、東京                   | ブルガリア     | 1-3    | 敗戦 | 親善試合                      |
| 68 | 1976年3月27日  | 韓国、ソウル                 | 韓国           | 2-2    | 引分 | モントリオール五輪予選        |
| 69 | 1976年3月27日  | 韓国、ソウル                 | 韓国           | 2-2    | 引分 | モントリオール五輪予選        |
| 70 | 1976年8月8日   | マレーシア、クアラルンプール | インド         | 5-1    | 勝利 | ムルデカ大会                  |
| 71 | 1976年8月10日  | マレーシア、クアラルンプール | インドネシア   | 6-0    | 勝利 | ムルデカ大会                  |
| 72 | 1976年8月13日  | マレーシア、クアラルンプール | ビルマ         | 2-2    | 引分 | ムルデカ大会                  |
| 73 | 1976年8月16日  | マレーシア、クアラルンプール | タイ           | 2-2    | 引分 | ムルデカ大会                  |
| 74 | 1976年8月16日  | マレーシア、クアラルンプール | タイ           | 2-2    | 引分 | ムルデカ大会                  |
| 75 | 1976年8月20日  | マレーシア、クアラルンプール | マレーシア     | 2-2    | 引分 | ムルデカ大会                  |

国際Bマッチ
| #  | 開催日         | 開催地                       | 対戦国                 | スコア | 結果 | 試合概要     |
| -- | -------------- | ---------------------------- | ---------------------- | ------ | ---- | ------------ |
| 1  | 1964年10月20日 | 日本、大阪市                 | ユーゴスラビア五輪代表 | 1-6    | 敗戦 | 東京五輪     |
| 2  | 1968年10月20日 | メキシコ、メキシコシティ     | フランス五輪代表       | 3-1    | 勝利 | メキシコ五輪 |
| 3  | 1968年10月20日 | メキシコ、メキシコシティ     | フランス五輪代表       | 3-1    | 勝利 | メキシコ五輪 |
| 4  | 1968年10月24日 | メキシコ、メキシコシティ     | メキシコ五輪代表       | 2-0    | 勝利 | メキシコ五輪 |
| 5  | 1968年10月24日 | メキシコ、メキシコシティ     | メキシコ五輪代表       | 2-0    | 勝利 | メキシコ五輪 |
| 6  | 1972年7月20日  | マレーシア、クアラルンプール | ビルマB代表            | 6-1    | 勝利 | ムルデカ大会 |
| 7  | 1972年7月20日  | マレーシア、クアラルンプール | ビルマB代表            | 6-1    | 勝利 | ムルデカ大会 |
| 8  | 1972年7月20日  | マレーシア、クアラルンプール | ビルマB代表            | 6-1    | 勝利 | ムルデカ大会 |
| 9  | 1972年7月28日  | マレーシア、クアラルンプール | マレーシアB代表        | 1-0    | 勝利 | 親善試合     |
| 10 | 1974年8月18日  | 日本、横浜市                 | アメリカ合衆国五輪代表 | 3-0    | 勝利 | 親善試合     |
| 11 | 1974年8月20日  | 日本、東京                   | アメリカ合衆国五輪代表 | 7-0    | 勝利 | 親善試合     |
| 12 | 1974年8月20日  | 日本、東京                   | アメリカ合衆国五輪代表 | 7-0    | 勝利 | 親善試合     |

## 個人タイトル
- メキシコオリンピック得点王：1968
- 日本サッカーリーグ
  - 得点王7回：1968、1970、1971、1974、1975、1976、1978
  - アシスト王3回：1973、1975、1979
  - 年間優秀11人賞14回：1967、1968、1969、1970、1971、1972、1974、1975、1976、1977、1978、1979、1980、1981
- 日本スポーツ賞1回：1981（サッカー界で初受賞）
- 日本年間最優秀選手賞7回：1966、1968、1971、1974、1975、1980、1981
- 日本サッカー殿堂：2005
- ムルデカ大会得点王1回：1972
- 関東大学リーグ得点王4回：1963、1964、1965、1966

## 監督成績
| 年度    | 所属   | クラブ   | リーグ戦 | リーグ戦 | リーグ戦 | リーグ戦 | リーグ戦    | リーグ戦 | カップ戦         | カップ戦  |
| 年度    | 所属   | クラブ   | 順位     | 試合     | 勝点     | 勝利     | 引分        | 敗戦     | JSL杯/ナビスコ杯 | 天皇杯    |
| ------- | ------ | -------- | -------- | -------- | -------- | -------- | ----------- | -------- | ---------------- | --------- |
| 1979    | JSL1部 | ヤンマー | 4位      | 18       | 40       | 9        | 1PK勝 2PK敗 | 6        | 2回戦敗退        | 準決勝    |
| 1980    | JSL1部 | ヤンマー | 優勝     | 18       | 30       | 13       | 4           | 1        | ベスト8          | 2回戦敗退 |
| 1981    | JSL1部 | ヤンマー | 4位      | 18       | 22       | 7        | 8           | 3        | 2回戦            | ベスト8   |
| 1982    | JSL1部 | ヤンマー | 準優勝   | 18       | 22       | 9        | 4           | 5        | 準優勝           | ベスト4   |
| 1983    | JSL1部 | ヤンマー | 5位      | 18       | 19       | 6        | 7           | 5        | 優勝             | 準優勝    |
| 1984    | JSL1部 | ヤンマー | 9位      | 18       | 14       | 5        | 4           | 9        | 優勝             | ベスト8   |
| 1991-92 | JSL1部 | 松下     | 5位      | 22       | 29       | 7        | 8           | 7        | ベスト8          | 2回戦敗退 |
| 1992    | J      | G大阪    | -        | -        | -        | -        | -           | -        | 8位              | ベスト8   |
| 1993    | J      | G大阪    | 7位      | 36       | -        | 16       | -           | 20       | ベスト4          | 2回戦敗退 |
| 1994    | J      | G大阪    | 10位     | 44       | -        | 15       | -           | 29       | ベスト4          | ベスト4   |

## 主な著書
- 『サッカー・ストライカーの技術と戦術』 （講談社、1977年） ASIN B000J8VBYW
- 『ゴールの軌跡・釜本邦茂自伝』 （趣味と生活、1981年） ASIN B000J7VC1A
- 『熱いハートを燃やせ・ゴールゲッターの「勝負」哲学』（知識社、1984年） ISBN 4795293023
- 『釜本のサッカーを始める人のために・カラー図解』（池田書店、1985年） ISBN 4262112039
- 『サッカーに燃えた日々』（実業之日本社、1985年） ISBN 4408393231
- 『攻撃サッカー・技術と練習法 (Sports lesson series) 』（成美堂出版、1987年） ISBN 4415012175
- 『ゴールの軌跡・釜本邦茂自伝』（ベースボール・マガジン社、1995年） ISBN 4583032293
- 『戦うサッカー 釜本流ストライカーの作り方』（実業之日本社、2001年） ISBN 4408610933
- 『釜本邦茂の「とってナンボ」のFW論』（宝島社、2006年） ISBN 4796652914
- 『最前線は蛮族たれ』（集英社、2010年） ISBN 4087205541